# Carys Davies
Carys Davies (Llangollen, ...) è una scrittrice britannica.

## Biografia
Nata a Llangollen, nel Galles nord-orientale, è cresciuta a Newport e nelle Midlands.
Dopo aver studiato lingue moderne al St Anne's College ha lavorato come giornalista freelance in Inghilterra, a New York e a Chicago.
Ha esordito nella narrativa nel 2007 con la raccolta di racconti Some New Ambush seguita a distanza di 7 anni da una seconda collezione di short stories, The Redemption of Galen Pike.
Al primo romanzo, West, pubblicato nel 2018, sono seguiti La missione (2020) e Clear (2024).

## Opere

### Raccolte di racconti
- Some New Ambush (2007)
- The Redemption of Galen Pike (2014)

### Romanzi
- West (2018), Milano, Bompiani, 2019 traduzione di Giovanna Granato ISBN 978-88-452-9466-2.
- La missione (The Mission House, 2020), Milano, Bompiani, 2022 traduzione di Giovanna Granato ISBN 978-88-301-0274-3.
- Clear (2024)

## Premi e riconoscimenti

### Vincitrice
V.S. Pritchett Short Story Prize
- 2011 con The Redemption of Galen Pike[6]

Frank O'Connor International Short Story Award
- 2015 con The Redemption of Galen Pike[7]

Premio Ondaatje
- 2025 con Clear[8]